# Tópaga (kommun)
Tópaga är en kommun i Colombia.   Den ligger i departementet Boyacá, i den centrala delen av landet, 190 km nordost om huvudstaden Bogotá. Antalet invånare är 3 683.